# Петер Гукстра
Петер Гукстра (нід. Peter Hoekstra, нар. 4 квітня 1973, Ассен) — нідерландський футболіст, що грав на позиції нападника за ПСВ, «Аякс», низку іноземних клубів, а також національну збірну Нідерландів.

## Клубна кар'єра
Народився 4 квітня 1973 року в місті Ассен. Вихованець футбольної школи клубу ПСВ. Дорослу футбольну кар'єру розпочав 1991 року в основній команді того ж клубу, в якій провів п'ять сезонів, взявши участь у 90 матчах чемпіонату.  За цей час виборов титул чемпіона Нідерландів, ставав володарем Суперкубка Нідерландів.
Своєю грою за цю команду привернув увагу представників тренерського штабу клубу «Аякс», до складу якого приєднався 1996 року. Відіграв за команду з Амстердама наступні три сезони своєї ігрової кар'єри. Більшість часу, проведеного у складі «Аякса», був основним гравцем атакувальної ланки команди. За цей час додав до переліку своїх трофеїв ще два титули чемпіона Нідерландів, двічі ставав володарем Кубка Нідерландів.
Першу половину 2000 року провів в оренді в іспанській «Компостелі», а сезон 2000/01 відіграв за «Гронінген».
Влітку 2001 року на правах вільного агента уклав контракт з англійським третьоліговим на той час «Сток Сіті», у команді якого і завершив через два роки професійну ігрову кар'єру.

## Виступи за збірну
1996 року провів п'ять офіційних матчів у складі національної збірної Нідерландів, у тому числі дві гри тогорічного чемпіонату Європи в Англії.

## Титули і досягнення
- Чемпіон Нідерландів (3):

ПСВ: 1991-1992
«Аякс»: 1995-1996, 1997-1998
- Володар Кубка Нідерландів (2):

«Аякс»: 1997-1998, 1998-1999
- Володар Суперкубка Нідерландів (1):

ПСВ: 1992